# 国民民主党 (日本 2018)
国民民主党（こくみんみんしゅとう、英: Democratic Party For the People、略称: DPFP）は、かつて存在した日本の政党。
2018年5月、民進党と国民党（希望の党からの分党）が合流し、結党された。
2020年9月に大多数である衆議員31名と参議員9名は、旧・立憲民主党と合流し、立憲民主党が結党された。また、合流に反対した衆議員7名・参議員7名は新・国民民主党を結党した。衆2名・参6名は解党直後にどちらにも合流せず無所属となった。

## 党名
合流協議の始まった2018年4月当初、民進、希望両党の議員から新党の名称に「民主党」を推す声が根強く存在したが、すでに公式略称を「民主党」で届出ている立憲民主党側が不快感を示したことや、また立憲民主党の略称と重複する件について総務省が難色を示したため断念した。4月23日に両党が開いた会合では、「国民党」、「国民民主党」、「改進党」、「共和党」、「中道民主党」、「民生党」、「未来民主党」、「日本民主党」、「平和民主党」、「経済民主党」、「立憲自由党」などの案が出たほか、希望の党の若手議員らが党名として「新党ゼロ」を提案しプロモーションビデオを製作するなどした。翌24日には両党幹部による新党協議会で党名を「国民民主党」とすることが決定された。
英語名は、当初は National Democratic Party（略称：NDP）が検討されたが、党内から「ナチス（略称：NSDAP）を連想させる」「右派政党と誤解される」との批判が出たため、Democratic Party For the People（略称：DPFP）（直訳すると「人民のための民主党」）に落ち着いた。

### 略称
結党時の略称は国民党（こくみんとう）で、公職選挙法上でもこちらを用いることとしていたが、2019年の第25回参議院議員通常選挙では民主党を略称とした。これに伴い党規約からも略称部分が削除された。報道時には国民党のほか、国民または国民民主が使用される。また参議院では単独会派時代の会派の略称を民主としていた。

## 党史

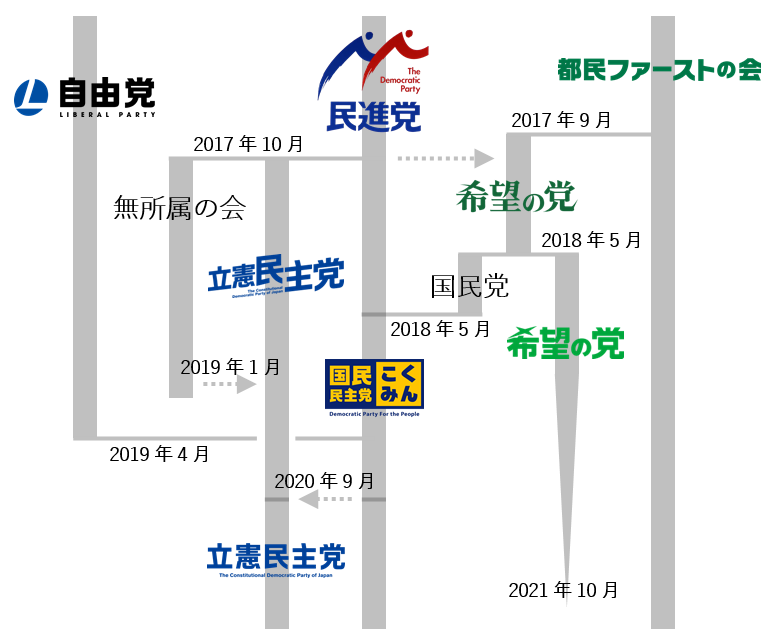

### 前史
小池百合子東京都知事が、2017年7月に行われた東京都議会議員選挙で自ら率いた地域政党・都民ファーストの会が圧勝したことを受け、衆議院の解散総選挙へ向けての流れに乗り、同年9月に希望の党を結成した。この党には、当時の民進党を離党・除籍となった細野豪志、長島昭久ら保守系議員が結党に参加しており、彼らを中心に9名の国会議員が集まり政党としてスタートを切った。
衆議院解散を前に、当時の民進党代表であった前原誠司は小池代表との会談により、民進党の希望の党への合流が取り沙汰され、解散当日の9月28日、民進党は党として次期総選挙への公認候補を擁立せず、希望の党へ公認を申請、事実上希望の党へ合流することを前原が提案し、了承された。
しかし、その後小池が党の政策と一致しない候補を排除する趣旨の発言を行ったことから、一部の民進党議員が反発。枝野幸男党代表代行はリベラル系議員の新たな受け皿として「立憲民主党」を結成し、岡田克也元党代表、野田佳彦前首相のように無所属で選挙戦を戦う事を選択する候補も出て、民進党内の分裂に至った。
同年10月22日に行われた第48回衆議院議員総選挙では、党代表である小池が「都政に専念する」ことを理由に同選挙へ立候補しなかったことや、小池自身の言動の影響もあってか、公認候補235名のうち小選挙区で18議席、比例代表で32議席の50議席の獲得に留まり、野党第一党は54議席を獲得した立憲民主党となった。
選挙の結果を受けて、小池に対する責任論が噴出し、その後行われた共同代表選挙で玉木雄一郎が党の共同代表に選出されたが、小池は程なくして共同代表から退き、党代表は玉木に一本化された。
一方、参議院議員が残留した民進党では、党所属議員が希望の党公認として選挙戦で戦い惨敗したことや党分裂を招いた責任を取り、前原が党代表を辞任（その後、希望の党へ入党）。その後行われた党代表選挙では大塚耕平が無投票で後任の党代表に選出された。
党代表がそれぞれ交代したことで、2017年末に民進党側が立憲民主党・希望の党との統一会派結成を求めたが、衆院選からの一連の経緯で希望の党に不快感を持つとされる立憲側の拒否や民進党内からも異論が噴出し、蓮舫元党代表など一部議員の立憲民主党への移籍を招くこととなった。一方、希望の党側は統一会派結成に前向きな構えを見せたが、安全保障や憲法に関する見解の違いから松沢成文参議院議員団代表ら保守系議員の反発を招き、希望の党側も分裂を招きかねない状況で燻り続け、翌2018年に入ると統一会派結成を見送る状況となった。
その後、同年3月に民進党・希望の党の両党が合流したうえで新党を結成する構想が表面化し、4月に入ると新党結成への両党の協議が本格化、同月26日に民進党・大塚代表と希望の党・玉木代表が合流による新党「国民民主党」結成の合意書に署名した。これを受けて、希望の党側は玉木代表ら新党参加組と松沢ら保守系メンバーの分党を決定。松沢ら5名は別の新党を結成して「希望の党」の名称を引き継ぐこととなった。
一方で、両党の一部議員から「立憲民主党を軸とする野党再編を目指す」立場から、2党のみでの性急な新党結成に対する反発が強く、新党結成発表に前後して特に民進党側からは小川敏夫ら複数の参議院議員や、民進党籍を持つ無所属の会の大半が新党への不参加を表明し民進党を離党、一部議員は立憲民主党へ入党した。希望の党側も分党した松沢ら5名のほか、細野、長島ら結党メンバーの多くは新党に参加せず、立憲民主党との連携を重視する大串博志らも不参加となった。
新党結成の手続きとしては、まず「希望の党」を解党し、玉木ら新党合流組が「国民党」、松沢らが（新）「希望の党」をそれぞれ結党する形で分党し、このうち玉木らの「国民党」が結党間もなく民進党に合流の上、民進党側が「国民民主党」へ党名を変更する方式を取ることとなった。従って、国民民主党は法規上1996年結成の民主党（いわゆる「（旧）民主党」）、1998年結成の民主党、民進党と同一政党の流れを汲むこととなる。

### 結党
2018年5月7日、党設立大会を東京都のホテルで開催。党参加国会議員は衆議院39人、参議院23人の計62人で、5月6日時点の民進党53人、希望の党54人の両党合計107人の約58%に留まり、立憲民主党の63人を下回って野党第1党の座には届かなかった。また、民進党代表の大塚耕平、希望の党代表の玉木雄一郎が共同で代表に就任することが承認された。代表任期は9月末までで、9月に代表選挙を実施する予定。幹事長に希望の党幹事長の古川元久が就くなどの役員人事も決定。民進党、希望の党との相違点として総務会の設置が決まり、総務会長は平野博文が務める。
同日、衆参各院事務局に会派変更も届け出た。衆議院では民進党系会派が「無所属の会」、希望の党の会派が「希望の党・無所属クラブ」であったが、「国民民主党・無所属クラブ」に変更。参議院では、民進党会派だった「民進党・新緑風会」から「国民民主党・新緑風会」に改称した。さらに同日、民進党は国民民主党への党名変更を総務大臣に届け出た。原口一博は自党の立場を「自民党に代わる国民政党だ」と述べている。

### 大塚耕平・玉木雄一郎共同代表時代
5月14日、結党後の最初の世論調査(JNN)で支持率が0.8%だったことについて玉木雄一郎は「ゼロでなくてよかった。選挙を経験していない政党だから、本当の意味での信任を得ていないと思う」と述べた。
5月27日、玉木共同代表が党会合で、国民民主党を中心とした政権交代を2022年、2023年をめどに実現したいとの目標を発表した。「5年ほどのスパンで地道に力を付け、政権を担える固まりをつくる」と述べ、同時に「これからの日本を見据えた堂々たる政策集団として、党を育てたい」と強調した。
「対決より解決」を掲げており、政府与党に徹底抗戦の姿勢の立憲民主党と路線対立があると産経新聞に報じられた。
7月18日の党総務会の中で、合流後初の代表選挙を行うことが決められ、8月22日告示、9月4日投開票のスケジュールで行われることや、基本的なルールは旧民主党→民進党のものを踏襲するも新しいルールとして、立候補に必要な推薦人を「所属国会議員20人」から「所属国会議員数の15%にあたる10人+それと同数の地方議員」に改めることも決定。
8月22日、国民民主党代表選挙が告示され、玉木雄一郎共同代表と津村啓介衆議院議員の2名が立候補を届け出た。
同日、柚木道義衆議院議員が「党が掲げる対決より解決路線によって野党の分断がますます加速した」と野党共闘に対する党のスタンスに異議を唱え離党届を提出したが、党執行部は「代表選挙告示、立候補受付開始の直前に行われた行為は党の名誉、信頼を傷つけ、党の結束を乱す背信行為」として離党届を受理せず、柚木を除籍（除名）処分とした。同党から除籍（離党）した国会議員は結党以来初となった。
9月2日、党が義務である障害者1人の雇用を達成しておらず、ハローワークへの報告も怠っていたことが発覚した。
9月4日、代表選挙が投開票され、玉木共同代表が津村衆院議員を204-74で下し、代表続投が決定。

### 玉木雄一郎代表時代

#### 新執行部の発足
9月11日、新執行部の人事が発表され、焦点となっていた幹事長人事では、玉木新代表の側近である古川元久前幹事長の続投を見送り、平野博文元官房長官を新しい幹事長に起用。古川は代表代行として処遇し、代表選で玉木と争い敗戦した津村啓介元内閣府政務官を副代表に抜擢。
10月9日には、参院議員会長選挙が告示。現職の大塚耕平党代表代行の他に立候補の届け出がなく無投票で再選が決まった。
10月11日、立憲民主党と国民民主党、それに両党の支持母体である連合が、来年の参院選に向け、一人区をはじめとする選挙区の候補者について野党間で調整する必要性を確認する覚書を交わしたことが判明。
10月15日に今井雅人衆議院議員が、同19日には長浜博行参議院議員が離党届を提出。党は同22日に長浜の会派退会を承認したことから参議院でも野党第2会派に転落した。なお、両名は11月21日付で除籍処分となった。
同日、フランスの「人民共和連合」党首と国際情勢に纏わる意見交換が行われた。
明けて2019年になると、1月15日に伊藤俊輔衆議院議員が離党届を提出（同月23日付で受理）、立憲民主党会派「立憲民主党・無所属フォーラム」への入会を届け出ており、さらに無所属の会から13人中9人が立憲民主党会派に入会したことで、立憲民主党との勢力差が広がりつつある状況となった。

#### 自由党の合併、統一地方選
同月22日夕方、玉木代表と自由党の小沢一郎共同代表が東京都内のホテルで会談し、両党の合流へ向けての方針に合意したことが伝えられた。これを受けて、翌23日に行われた総務会では合流に向けての具体的な交渉を玉木に一任した。同月24日、玉木、小沢両代表の会談で衆参両院での統一会派結成に向けて、合意した。一時は参院での第一会派に躍り出るも、同日24日に立憲側が社民党との統一会派結成に合意。これにより、参院での議員数が「国民+自由」「立憲+社民」の両統一会派でそれぞれ27人となるため、慣例により立憲が再び参院第一会派を握ることになる。さらに、同日には藤田幸久参議院議員が国民民主党に離党届を、立憲民主党に入党届をそれぞれ提出した。
2月25日に、アントニオ猪木参議院議員が会派入りし28人となり、一時的に参院第一会派に返り咲くが、3月6日に藤田を除籍し、翌7日に会派の移動を届け出たため再び野党第2会派となった。
4月の第19回統一地方選挙では、前半戦においては立憲民主党が改選前を約3割上回る議席を獲得したのに対し、国民民主党は伸び悩んだ。玉木は4月10日に記者会見を行い、国民民主党の党籍を持つ無所属候補も含めると道府県議選では177人の立候補者に対し135人が当選したと明らかにし、「当選率は2015年の民主党よりも高い比率となった。厳しい中で、なんとか踏ん張ったのかなという気がする」とコメントした一方、立憲、国民両党の合計議席が前回の旧民主党の獲得議席を下回っていることから、「旧民主（系の勢力）で足して減っていることが本質的問題だ」と指摘した。
4月26日未明に両院議員総会を開き、採決の結果、賛成多数で自由党との合併を了承した。なお、この採決では階猛・近藤和也・大野元裕・足立信也の4名の衆参両院議員が合併に反対した。自由党が解党し、国民民主党に合流する形をとり、党名や政策は国民民主党のものを継承する。同日、合併手続きを行い、山本太郎を除く6人の自由党衆参両院議員は国民民主党に入党し、自由党は総務省に解散を届け出た。
5月11日、自由党との合流に反対していた階が党岩手県連の会合で離党する意向を表明。同党岩手県連代表の黄川田徹前衆議院議員と県連副幹事長の高橋但馬県議も離党を表明した。その後も離党の動きは続き、同20日には大野が離党の意向を表明（なお、大野はその後参院議員を辞職し埼玉県知事選に出馬した）。26日までに岩手県連では階ら3名に加え、新たに5名の地方議員が離党届を提出し、同日受理された。29日には党総務会で階の離党届が受理され、また、山井和則国対委員長代行も離党を検討していることが明らかとなった。大野、山井はその後離党届を提出。大野の届け出は6月25日に受理されたが、山井は参院選後の7月24日に除籍処分となった。

#### 第25回参議院議員通常選挙
7月21日に投開票が行われた第25回参議院議員通常選挙では、公認候補の当選者は改選8議席を2議席下回る6議席の獲得となった。玉木は同月24日に行われた党総務会で、岩手県選挙区から無所属で出馬し当選した横澤高徳の入党を了承したと発表し、国民民主党の党籍を持ちながら無所属で出馬、当選した、森本真治（広島県選挙区）と合わせると現有議席を維持できたとの認識を示した。
同選挙では自公両党に日本維新の会を加えた議席数が憲法改正に必要な国会発議要件を満たす3分の2を割りこみ、国民民主党が憲法改正のキャスティング・ボートを握る形となった。また、参院側では増子輝彦幹事長代行らが「参院で野党第1会派を取りにいく」として、日本維新の会との統一会派を主張したが、次期衆院選に向け立憲民主党との共闘を目指したい衆院側が自重を求める事態となった。8月2日に行われた両院議員懇談会では参院選での立憲民主党への強い不満が示されたほか、吉良州司衆院議員は「いずれ政権を取るという思いで、自民党と連立政権を組んで政権運営のノウハウを勉強させてもらうべきだ」と述べ、野党共闘路線からの脱却を求めたが、玉木は「立民も含めた政権をつくっていきたい。大きな固まりを作るという方針は変わっていない」と述べ、立憲民主党に対し統一会派結成や次期衆院選に向けた「共同選挙対策本部」の設置を提案する考えを示した。また、この頃水面下では憲法改正に向けた多数派工作として、安倍政権幹部が玉木に対し、複数のルートで自民、公明両党に国民を加えた「大連立政権」の樹立を打診していた。この（かつての自公民路線的な）大連立構想において、国民側は政権内での埋没を恐れ、野党として活動する方針を決めたことが、立憲との統一会派結成（後述）後の10月に亀井静香らにより明かされている。

#### 旧民進系勢力の統一会派結成
一方、従来は旧民進党勢力の再結集に否定的な立場を取っていた立憲民主党も、参院選では比例の得票が2017年の衆院選から300万票以上減らすなど伸び悩んだことから方針転換し、8月5日には国民民主党や旧民進系の衆院会派「社会保障を立て直す国民会議」などに対し、立憲民主党のエネルギー政策や選択的夫婦別姓制度などの法案に協力することを条件に衆議院での立憲会派への加入を呼びかけた。これに対し国民民主党は対等な立場での結集を重視し、衆参両院での統一会派結成を要求するなどし、同月20日には立憲・国民両党首間で「それぞれが異なる政党であることを踏まえ、それぞれの立場に配慮しあうことを確認する」などとした上で衆参両院での会派合流に合意した。
両党首間での合意後も、会派名や人事、政策などを巡り、「立憲会派に国民が加わる」との認識の立憲側と、対等な合流を主張する国民側で調整が難航したが、9月19日に立憲・国民両党及び「社会保障を立て直す国民会議」の代表間で統一会派結成を合意した。衆院117人、参院61人が参加し、衆院では第2次安倍内閣発足以降最大規模の野党会派となる見通しとなった。会派名は立憲が国民や社保に譲歩する形で衆院は「立憲民主・国民・社保・無所属フォーラム」、参院が「立憲・国民・新緑風会・社民」となり、衆院は現憲法下の1947年以降では最長の会派名となった。一方、会派人事を巡っては衆参両院で立憲が国会対策委員長のポストを確保するなど、立憲主導の陣容となった。
9月30日、衆参両院の事務局に新会派の結成が届け出られた。新会派には立憲・国民両勢力と社保のほか、社民党や、馬淵澄夫・階猛両衆議院議員も加わり、衆院120人、参院61人の勢力となった。一方で、同日には桜井充参議院議員が統一会派結成に不満があるとして国民民主党に離党届を提出した。

#### 立憲民主党との合流構想
10月30日には、小沢一郎が立憲民主党の枝野と会談し、将来的な党の合流について意見交換を行った。この会談は枝野から呼び掛けたとされる。さらに、国民佐賀県連が11月24日に「年内合流」を党本部に求める決議を採択すると、立憲民主党幹事長の福山哲郎は「立憲民主党を評価し、「一緒にやりたい」と言われたことはありがたい」と述べ、合流への期待感をにじませた。
立憲が水面下で合流への働きかけを強めるのに合わせ、早期の衆院解散を警戒する国民の衆院議員の間では合流に積極的な意見が渦巻くようになり、12月3日の党会合では中堅・若手議員17名が立憲民主党との早期合流に向けた交渉入りを玉木に要請した。一方で参院選でのしこりが残る国民参院側は合流に慎重な議員が多く、玉木は「丁寧な話し合いを積み重ねたい」と述べるにとどめた。
12月6日の野党党首懇談会で立憲民主党の枝野は国民民主党、社民党と野田佳彦ら無所属議員に対し、「立憲民主党と共に行動してほしい。政権を担いうる政党を築き、次期衆院選で政権交代を現実のものにしたい」と述べ、事実上の合流を呼び掛けた。これに対し玉木らは提案を持ち帰り、党内などで検討する考えを示した。
12月20日には玉木と平野が日本共産党の志位和夫委員長・穀田恵二国対委員長と会談。次期衆院選で政権交代に向けて協力することで一致し、玉木は会談後「全選挙区で一本化は難しいが、与党に漁夫の利を与えない選挙協力は不可欠だ」と述べた。
国民・立憲両党の幹事長は12月19日から27日までの間7回にわたり合流協議を行い、「衆参両院一体で党合流を目指す」「立憲にない代表選規定を合流後速やかに策定する」「衆院選比例代表での名簿登載順位を（いずれの党出身者も）同一順位とする」とした方針で合意し、党首会談で党名や人事を含めて最終合意を目指すこととなった。玉木・枝野両党首は2020年1月7日から10日にかけて、非公式、公式含め10時間以上会談し詰めの協議を続けたが、立憲民主党の党名を維持したまま人事や政策含めた吸収合併を想定する立憲側と、対等合併を主張する国民側で議論は平行線となり、合意に至らなかった。
これを受け国民の津村副代表や小沢一郎に近い議員らで構成される合流推進派議員21名は15日の両院議員懇談会で「合流協議推進」を議題に両院議員総会を開くよう要求し、枝野は翌16日に国民が両院議員総会で合流方針を決めない場合は協議を打ち切る可能性に言及した。20日に両院議員総会が開かれ、津村が「立民と合流について基本合意を行う」ことなどを求める決議案を提出したが、賛成19、反対28、棄権6で反対多数となり、対等な合流を目指す玉木の交渉方針が信任された。翌21日に平野・福山両幹事長が会談し、平野は引き続き合流協議に応じるよう要請したが、福山はこれ以上の譲歩は難しいとの考えを示し、協議は当面見送られることになった。
また、22日には津村が、両院議員総会の際に決議案の提出に先立ち自身のツイッターに決議案を掲載した事が問題視されたことを受け、「議事を混乱させた」などとして進退伺いを提出。29日の総務会で受理され、副代表の職を解かれた。
1月30日の参議院本会議での令和元年度補正予算の採択の際、増子輝彦と羽田雄一郎が党の方針に造反して賛成票を投じた。28日の衆議院本会議での採決でも羽田と同じ長野県内選出の篠原孝、下条みつが党の方針に反して棄権している。いずれの議員も令和元年東日本台風の被災地の選出議員であり、予算案に災害からの復旧・復興費が含まれていることを理由に造反した。2月5日、党は増子を役職停止、羽田を厳重注意とする処分を決定し、これを受け増子は幹事長代行を辞任した。
立憲などとの統一会派を巡っては、参議院では会派結成から合同議員総会すら開くことができないなど信頼醸成が進んでおらず、2月下旬から参議院での統一会派解消論が持ち上がった。3月9日の立憲民主党の役員会で参院国民幹部と会派解消を協議していることが報告され、会派解消の動きが公に報じられるようになった。3月25日の国民民主党の参議院議員による会合では大塚参議院議員会長が「いったん会派を解消することも念頭に両党の参議院幹部が信頼の醸成に向けて対等に協議する場を設けることを立憲民主党側と検討している」と報告し、立憲民主党側との調整を引き続き大塚に一任することが確認された。しかし、3月30日には立憲民主党が衆院側で反対論が根強く、両院議員総会で承認される見通しが立たないことから会派解消協議を棚上げすることを発表し、国民民主党側も党内手続きを止めることとなった。

#### 野党再編へ
7月15日、半年ぶりとなる国民、立憲両党の合流協議が行われ、両党の幹事長が国会内で会談した。この中で立憲民主党側は従来主張していた「吸収合併」方式から転換し、両党を解党した上で新党を設立し、結党大会で党代表選を実施するなどの提案を行い、国民側に譲歩した内容となった。一方、新党の名称は「立憲民主党（略称・民主党）」とする意向を示した。
これに対し国民民主党側は新党名に「民主党」を推す意見が多数を占め、22日の幹事長会談では新党構想におおむね賛同するとしつつ党名については投票などを念頭に「民主的な手続き」での決定を要請する逆提案を行った。また、玉木は「新党を作る以上、（政策の）一致点があるべきだ」と述べ消費税率の時限的な減税や憲法改正に関する方針の一致についても立憲側に賛同を求める意向を示したが、平野は「共通認識の形成を」と口頭で求めるにとどめた。党名の扱いを巡っては、立憲民主党内のリベラル系グループである赤松グループが枝野らに対し党名堅持を強く求めていることもあり、協議が膠着していたが、8月6日、小沢一郎が枝野と会談し党名について投票での決着を要請。立憲民主党側は翌8月7日の幹事長会談で同方針を受け入れる考えを示した。
8月11日、合流の賛否を巡り臨時執行役員会が開かれ、党内の意見がまとまらないとして、合流賛成派と反対派で党を分割する「分党」を行う方針を決めた。また、玉木は役員会後の臨時記者会見で同方針を発表したほか、消費税減税など政策の不一致を理由に自身は合流新党に参加しない意向を示した。同月19日に両院議員総会が開かれ、立憲民主党と合流し新党を結成する案が賛成57、反対2の多数決で了承された。玉木が主張する「分党」については合流推進派の反対で総会の正式議題にはならず、合流に参加しない議員の扱いは玉木と平野に一任する方針を決定した。
8月24日、国民民主党、立憲民主党と、統一会派内の無所属議員グループ「社会保障を立て直す国民会議」「無所属フォーラム」の各幹事長が国会内で会談し、合流新党結成に向けた基本合意書に署名した。一方、9月1日にはUAゼンセンや、電力総連など国民民主党を支持する6つの産別が、合流新党の綱領案に「原発ゼロ」の文言が入ったことや、「改革中道」の表現が盛り込まれなかったことを理由に組織内議員の合流を見送ると決定し、これを受け9人の組織内国会議員が合流新党への不参加を決めた。
9月3日に合流新党への参加届出が締め切られ、翌4日に国民・立憲両党が合流新党への参加者を発表。国民民主党は所属議員62名中40人が参加し、玉木ら22名が不参加となった。合流新党は9月10日に代表・党名選挙を実施し、9月15日に結党大会を開くこととなり、一方で玉木ら合流不参加議員を中心とする新党も9月15日に結党し、代表選を実施することとなった。
9月8日に国民民主党の総務会が行われ、玉木が要求していた合流不参加者の分党を了承。国民民主党は11日に分党に伴う解党を総務省に届け出、15日の合流新党結成までの間の暫定的な新党「民主党」と玉木ら合流不参加者による「国民民主党」に分かれることとなり、総務会では玉木側が引き続き「国民民主党」の名称を使用することも了承した。新「国民民主党」には13人が参加するほか、「民主党」には合流新党参加者40人のほか、いずれの新党にも参加しない9人も暫定的に在籍する見込み。残存資金は議員数に応じて比例配分することとなり、翌9日の両院議員総会で上記方針が正式決定。「民主党」の代表には平野博文が就任した。11日の党大会で解党が正式に決定し、国民民主党としての2年4ヶ月の歴史だけではなく、1996年の（旧）民主党結党以来、法律上24年弱続いてきた政党の歴史にも幕を下ろすこととなった。

## 解党後の所属議員の異動先
政党、会派の異動先は以下の表の通り（※は参議院議員）。

## 綱領
2018年5月7日の結党大会で制定された。

### 結党宣言
綱領と同じく結党の2018年5月7日に制定された。

## 政策

### 基本政策
2018年5月7日の結党大会で採択された。前文は省略して掲載する。

### 政策各論

#### 経済政策
- 高所得者が得をする軽減税率や、一部の人だけが得をするポイント還元を伴う、消費税引き上げには反対
- 消費税引き上げの前に、先行して子育て支援拡充を行うため、「子ども国債」を発行する
- 一般の家庭が少しでも余裕を実感できるようにする一方、富裕層には応分の負担をしてもらい、そのお金を社会に還元する
- NISA等の拡大により、家計の金融資産形成を応援する。同時に、高所得者層は金融所得の割合が多いことから、金融所得課税により所得再分配機能を強化する。
- 「所得控除」から「給付」（給付付き税額控除）へと税体系を大きく変えていく。給付を社会保険料の支払いと相殺すること等により、実質的な可処分所得を底上げするとともに、無年金者、生活保護世帯を減らす。
- 「GAFA」と呼ばれる巨大IT企業などがビジネスを展開し、利益を上げている国でほとんど納税していない実態を踏まえ、国際社会と協調して課税を強化していく
- 家賃の負担軽減
- 特定支出控除の拡大
- 中小企業の社会保険料事業主負担軽減や雇用促進税制拡大等により、企業活動を支援し、従業員の手取り増につなげる
- 賃上げを行った企業とそうでない企業との間で、法人税率に差をつける。中小企業に適切な支援をしつつ、最低賃金は、「全国どこでも時給1,000円以上」を早期に実現し、さらに暮らしを底上げする。
- 児童手当増額、教育無償化、待機児童解消等により、日本の将来を支える人材を育成する
- 成果の出ないアベノミクスに代わり、経済・財政・金融・予算に係る新たな枠組みについて法律を制定する
- 地域の自立的な政策展開を可能にする「一括交付金」を復活させる。さらに、地域に権限や財源を移譲し、地域の知恵を生かせるようにする。
- 低料金でドアツードアの乗合タクシー（デマンドタクシー）、コミュニティバスなどを、国の基準の見直しや予算措置で、強力に支援する
- 補修費や建設費も考慮に入れながら、償還期間や金利を実態に合わせて見直すこと等により、普通車以下については、新たな料金体系を実現する。近距離料金は現行通りですが、土日祝1,000円、平日2,000円の上限定額制へ移行する。また、簡易な出口を多く設置し、利便性を向上させる。
- 自動車重量税の「当分の間税率」廃止、自動車重量税の国分の本則税率の地方税化、「新自動車税」「新軽自動車税」への簡素化により、1.5t未満のマイカーであれば1台当たり4,800円/年の減税を実施する
- 高齢者の交通事故対策として、ブレーキとアクセルの踏みまちがい等を防ぐ安全装置を装着したサポカー（安全運転サポートカー）に限定した免許を設ける
- 食料自給率を50%に高め、食の安全安心を守る。そのために、環境・GAP加算などの総合的な農業者戸別所得補償制度（米の場合15,000円/10a）を導入し、地産地消を推進する。
- 田畑などへの鳥獣被害対策、都市農業支援に取り組む。さらに、種子法を復活させる。JAの准組合員規制には反対であり、地域に根差した「農」を支える人づくりを行う。
- 夫婦の一方が生まれ育ち、親の住んでいた故郷に帰農する場合、年最大250万円を給付する制度（「夫婦ふるさと帰農支援給付金」）を創設する。「農業次世代人材投資事業」を充実・強化し、農業後継者の就農を強化しつつ、過疎地の活性化を図る。
- 国民の約3割が罹患しているスギ花粉症の対策強化を図るため、スギ人工林の伐採・利用・植え替えの促進、花粉の少ない苗木の生産拡大、花粉飛散抑制技術の開発をさらに進める。また、国有林・民有林において、公益的機能を維持しつつ、木材の安定供給を図り、木質バイオマスや木製サッシの推進を含めた住宅などへの国産材の活用や、海外への製材輸出を促進し、ドイツのような林産業大国を目指す。
- 審議不十分なまま成立した2018年の改正漁業法について、現場の声を聞き、真の水産業発展に資する観点での見直しを求める
- アフリカ豚コレラなど家畜伝染病の海外からの流入を水際で徹底阻止するため、検疫探知犬の配置の充実、許可のない肉製品等の持ち込み者に対する上陸拒否など、検疫体制を強化する
- 中小企業の継続と発展を支えるため、人材確保策、事業承継を支援する。中小企業に、新規正規雇用の増加に係る社会保険料事業主負担の半分相当を助成し、正規雇用を促進する。
- 事業承継税制の恒久化及び免除措置の創設を行う。また、民法の債権法に係る欠陥条項を是正し、事業向け融資に関する第三者保証を禁止する。
- 家賃生活者にも、補助制度を創設する
- 所有者不明土地問題を含め空き家対策の検討を進める。「中古住宅高付加価値化法」（仮称）を制定し、中古住宅の流通合理化・市場活性化を図る。
- 団地の世代循環、高齢者向け住宅の供給拡大を進める。住宅バリアフリー化、耐震化や省エネ化を進める。
- 低コストで、地域内でお金が回る仕組みがつくられるなど、地域経済活性化に資する「地域仮想通貨」の発行を可能にする
- 「新しい公共」を推進する。就労・起業、空き家等の遊休資産活用等を支援し、地域社会の課題解決と雇用創出を図る。「難病の子どもの資金支援法」（仮称）を制定し、「○○ちゃんを救え」等の資金を提供した人に対して認定NPO並みの税の減免措置を検討する
- 平成24年（2012年）に成立した改正郵政民営化法に基づき、利用者の利便性を高めるとともに、郵政事業のユニバーサルサービス維持・向上に努める。特に、郵政事業に係る税制上の措置については、他の事業形態とのバランスも勘案しつつ、ユニバーサルサービス確保の観点から、さらなる検討を進める。
- ゆうちょ銀行、かんぽ生命保険の限度額については、利用者の利便性向上の観点から、撤廃を目指す
- 世界で進行中の第4次産業革命（IoT、ブロックチェーン、ロボット、人工知能、ビッグデータ、自動運転等の多岐にわたる技術革新）については産官学・中小企業と大企業・国内外の企業家など異分野のプレーヤー同士を結び付ける手法（オープン・イノベーション）を積極的に活用し、日本発の「世界で戦える産業」を育成する
- 国の研究開発のあり方を質・量ともに変革する。科学研究費補助金（科研費）をさらに増やし、ITやloT分野（特に、ソフトウェア、サイバーセキュリティ等）の予算を重点的に拡充する。
- 交通事故の削減、高齢者等の移動支援や渋滞の解消などに資する自動運転の実現に向けて、特定条件下における完全自動運転（レベル4）を可能な限り早期に実現する
- 先端技術を、物流や介護など、あらゆる産業や社会生活に取り入れ、誰もが快適で活力に満ちた質の高い生活を送ることのできる人間中心の社会「ソサエティ5.0」を実現する
- どこでも「ギガ」を気にせずネットを楽しめるよう、全国の駅前や飲食店など人の集まる場所の無料Wi-Fiスポットの設置を支援します。

#### 社会保障政策
- 健康寿命を延ばすため、予防医療やリハビリテーションを充実させる。また、医療従事者の長時間労働の是正、女性医療従事者の就業継続・再就業支援などにより、医師・看護師を確保する。
- 医療現場における職種間の連携を強化することにより、質の高い医療を受けられるようにする
- 介護サービスの質を確保し、いのちや暮らしの基盤を立て直すため、全ての介護職員の賃金を引き上げる
- かかりつけ医と訪問看護など医療と介護の連携推進、在宅サービスの充実、配食や見守りなどの促進を行い、「地域包括ケアシステム」の構築と定着を進める。さらに、認知症予防事業や認知症患者の徘徊対策などを推進する。
- 介護休業の期間を延長したり、介護休暇を時間単位で取得できるようにするなど、介護する家族の立場に立って、介護と仕事が両立できる環境を整える
- 医療・介護・障害福祉等にかかる自己負担の合計額に上限を設ける「総合合算制度」を創設する
- 低所得の年金生活者（年金とその他の所得の合計額が国民年金満額相当以下などの場合）に対しては、政府の年金生活者支援給付金より手厚く、最低でも月5,000円を給付する。また、短時間労働でも厚生年金に加入できるよう適用拡大を進める。

#### 子育て支援・教育政策
- 待機児童の解消のために、保育園と放課後児童クラブを積極的に増やす。全ての保育士等、学童保育の職員の賃金を引き上げる。
- 病児・病後児保育、障がい児や医療的ケア児の保育など多様な保育を充実させる
- 0～2歳の幼児教育・保育無償化の所得制限をなくし、完全無償化を目指す
- 待機児童については、ベビーシッターの利用料を補助する
- 児童手当について、現行15歳までのところ、18歳まで引き上げる。給付額も一律で月15,000円とする。また、給食費は無償化し、学年費（副教材など）も補助する。
- 費用助成の拡充など、不妊治療への支援を進める
- しつけと称する虐待を防止するため、親が教育等に必要な範囲で子どもを懲戒できるという民法の規定を早急に見直す。政府のプランよりも児童福祉司を各児童相談所につき1人増員する。
- 人工知能・IoT・VR・ブロックチェーン等の先端技術を活用して、学習・教育効果の向上、自動化・効率化、価格破壊、市場創出等、従来の教育の仕組みや産業構造に大きな変革を起こす
- 「児童通学安全確保法」を制定し、国が責任を持って体制を整備し、通学路などでの子どもの安全を守る
- 親の収入など家庭の状況にかかわらず、安心して大学や専門学校等に進学できるようにするため、返済のいらない給付型奨学金を拡充する
- 勤務から翌日の勤務まで一定の間隔を空ける「インターバル規制」の義務付け、長時間労働の温床となっている「裁量労働制」の厳格化、労働時間管理の徹底、違法残業など法令違反に対する罰則の強化など、実効性のある規制を定めた「安心労働社会実現法」を制定する
- パワハラ・セクハラに対して、労働者を保護するための新たな義務を事業者に課す法律を制定する。また、就活生やフリーランスとして働く人に対するセクハラも含め、セクハラ行為を法律で禁止する。
- 悪質クレームの被害から労働者を守るための「悪質クレーム対策推進法」を制定する
- 男性を含め一定期間の育児休業の付与を事業主に義務化する。男女ともに育休中の賃金補償を実質100%とする雇用保険法改正を実現する。
- 育休を取得する場合の社会保険料免除制度を改善する父母が互いに育児を支え合うコペアレンティング（夫婦協同育児）と子育てシェア等の推進により、「3歳児神話」からの脱却を目指す

#### 人権政策
- ヘイトスピーチ対策法を発展させ、人種、民族、出身などを理由とした差別を禁止する法律を制定する。与党の反対により進まない「LGBT差別解消法案」の成立を目指す。
- 選択的夫婦別姓を実現する。多様な家族のあり方を受け入れる社会を目指す。そして、女性差別撤廃条約選択議定書を批准し、婚外子差別となっている戸籍法の改正を目指す。
- 国政選挙におけるクオータ制導入を目指す。さらに、性犯罪に関する刑法の改正を進める。
- 外国人の受け入れは、その能力が存分に発揮され、日本国民との協働・共生が地域社会や生活の現場においても推進されることが大前提。困難な状況となっている地方における人材の確保、多言語に対応したワンストップセンターの整備など、地方自治体などに対する支援を強化する。
- 障がい者・難病患者が住み慣れた地域で安心して自立した生活が送れるよう、「障害者差別解消法」の実効性のある運用を目指す。障がいの有無などにかかわらず、同じ場でともに学び、働く「インクルーシブ教育・雇用」を推進する。
- 既存の発想にとらわれない新たな社会参加・就労機会の場を確保する
- 孤独対策の担当大臣を置き、相談ダイヤル「よりそいホットライン」の大幅拡充や、ソーシャルワーカーによる対面相談、社会とのつながりを持てるようにするための居場所づくりなど、個々の課題解決のためのサポート体制を強化する
- ソーシャルワーカーの養成を推進することや民生委員・児童委員の経済的負担を軽減することなどにより、地域で相談や支援活動を行う人材を確保する

#### 環境・エネルギー政策
- 熱を積極的に活用するまちづくり、省エネルギー、風力・水力・バイオマス・地熱・太陽光など、地域ごとに親和性の高い再生可能エネルギーの導入を推進する
- エネルギーの地産地消による分散型エネルギー社会を目指すスマート・コミュニティへの転換を推進する
- IoT・5G・ブロックチェーン等の最新技術を活用し、分散協調型の電力網を構築するとともに、取引市場を高機能化し、総合的な経済性、地域社会間の連結性、持続可能性を向上させる
- エネルギー政策の基本方針として、「3E＋3S」を掲げ、エネルギー政策の新しい答えを提示する
- あらゆる政策資源を投入し、2030年代を目標として、できるだけ早期に原子力エネルギーに依存しない社会（原発ゼロ社会）を実現する
- 原発の再稼働にあたっては、厳格な安全基準の徹底は当然のこととして、避難計画の作成と地元の合意を必須とする
- 「パリ協定」を推進するため、徹底した省エネルギーと、発電所の効率化、自動車の燃費改善の促進、再生可能エネルギー30%以上の導入等により、2030年までに1990年比30%以上のCO₂削減を目指す
- マイクロプラスチック問題の深刻化を踏まえ、国際的な取り組みを強化するとともに、生態系への影響を防止するための規制を導入する

#### 外交安全保障政策
- 激変する安全保障環境に対応するため、日米同盟を基軸にして専守防衛に徹し、効率的で効果的な防衛力を維持・整備する
- 「平和安全法制整備法廃止法案」、「国際平和支援法廃止法案」、「周辺事態法改正案」、「領域警備法案」を成立させる。後年度負担やFMSの見直しを進める。
- 尖閣諸島をはじめ、我が国の領土・領海・領空を守り抜く。我が国の固有の領土である北方四島と竹島については、粘り強く交渉を続け、解決を目指す。
- 関係各国と緊密に連携し、北朝鮮の完全な非核化、ミサイル放棄を実現するとともに、拉致問題の解決を図る
- 地位協定の諸外国並みの改定を目指す。米軍、軍人、軍属、その家族に対する国内法の原則順守、日本側の米軍基地の管理権などについて米国と協議する。
- 利便性向上にもつながる横田、岩国空域及び管制権の返還を求める。沖縄の民意を尊重し、軟弱地盤の問題もある辺野古の埋め立ては中止し、現行の移設計画は見直す。
- 「人間の安全保障」の理念に基づき、気候変動対策、クリーンエネルギーの推進、人権の保護、ジェンダー平等と女性・女児のエンパワーメント、包摂的で公正な社会の構築などに取り組む
- 日米通商交渉、RCEP等の自由貿易交渉を行うにあたっては、自由貿易を前提としつつ、自動車や農業分野などを中心に安易に妥協することを許さず、日本の国益を守ることを最優先に位置付け、主体的・戦略的な経済外交を推進する
- 通商交渉経過の透明性を確保するため「重大通商交渉情報提供促進法案」の成立を目指す

#### 憲法・皇室
- 現行憲法の基本的理念と立憲主義を維持しつつ、未来志向の憲法を議論する
- 憲法9条をはじめとする現行憲法の条文について、論理的整合性、法的安定性に欠ける恣意的・便宜的な憲法解釈の変更は許されない
- 内閣による衆院解散権の制約、「知る権利」を含めた新しい人権、地方自治の保障等について、国民とともに議論を深める
- 国が自衛権を行使できる限界を曖昧にしたまま、憲法9条に自衛隊を明記すべきではない
- 国民投票運動等の公正な実施を図り、資金力の多寡等による不公正を防止するため、政党等によるスポットCMを禁止するとともに、運動資金の規制強化、インターネット運動の規制（運動主体の表示）、投票日当日の国民投票運動禁止等を行う
- 国民投票広報協議会による広報活動を充実強化し、憲法改正に関する国民の判断に資する情報提供・環境整備を推進する。また、国政選挙の選挙期間と国民投票の期日等が重ならないようにする。
- 象徴天皇制のもと、歴史上例がある女性天皇の即位を法制上可能とします。これまで前例のない女系天皇については慎重に議論を進める。
- 女性皇族が皇族以外の男子と結婚される場合に、皇籍を離脱せず女性宮家を創設できるよう皇室典範を改正する

#### 震災復興・災害対策
- 災害等への対応を強化するため、各種情報やデータを自治体と早期に共有し、災害対応に活用できるように取り組むとともに、被害が起きてからの対処のみならず、予防的な施策にも積極的に取り組む
- 企業や自治体などの事業継続計画の策定支援、帰宅困難者対策などを進める
- 復興加速のため、2018年3月に野党共同で提出した「災害弔慰金支給法改正案」、「東日本大震災復興特区法改正案」、「土地等処分円滑化法案」、支援金の要件緩和や増額を行う「被災者生活再建支援法改正案」を成立させる
- 東日本大震災等のこれまでの災害復興支援を継続するため、復興庁の後継組織を設けます。被災地のコミュニティ、産業などの復興を支援する。
- 東京電力福島第一原発の事故処理、廃炉を進めるため、全ての政策手段を投入する。汚染水対策、風評被害対策、除染の徹底、速やかな賠償などを行う。
- 東京電力福島第二原発の早期廃炉を着実に進める。中間貯蔵施設で保管されている除去土壌等について、30年以内に福島県外で最終処分を完了するための取り組みを確実に進めるとともに、使用済核燃料の最終処分に関して国の責任を明確にする。
- 被災地東北発、ものづくり大国・日本の再生に向けた次世代の科学技術・産業の「土台」づくりとするためにILCを誘致する
- 大震災等発災時には、旅館・ホテルなどの民間施設を借り上げた際の避難期間等を弾力的に運用する
- みなし仮設住宅の充分な確保(広域での空き家住宅・賃貸住宅の借り上げ等による住宅確保)をより迅速に実施する
- 被災地支援のボランティア活動を促進するため、自己負担分について税額控除を可能にする
- 近年、大きな災害が多発していることを踏まえ、生活再建を目指す被災者の税負担をできる限り減免するため、「災害損失控除」を創設する
- 地域防災や広報を担う消防団員、自主防災組織の処遇改善、防災資機材の整備を推進します。

#### 政治・行政・国会改革
- 税と社会保険料の公正な徴収を進めるため、「歳入庁」を創設する。統計不正問題の再発防止のため、統計作成事務を「統計庁」に一元化する。
- 与野党が熟議し、多様な意見を反映した法案修正ができるよう、国会の審議のあり方を見直す。「行政監視院」を国会に設置し、行政監視機能を強化する。
- 経済財政の将来推計を行い、統計をチェックする「経済財政等将来推計委員会」を国会に設置する
- 国民民主党が提出した参議院の定数を6減らす法案の成立を目指す。衆参両院のあり方を踏まえ、合区解消など参議院の選挙制度の抜本的見直しを行うとともに、国会議員の定数削減など身を切る改革を進める。
- 各種選挙に立候補できる年齢を一律5歳引き下げるほか、政策づくり、選挙運動、投票の各場面で参加しやすい環境をつくる
- 「公文書」の改ざんや破棄、隠ぺいを防ぐため、公文書管理の抜本改革を行うとともに、情報公開を徹底し、国民の知る権利を保障する

## 組織

### 地方組織
政党助成法上では民進党が党名変更する形で設立されているため、同党の地方組織を引き継いでいる。旧希望の党で事実上唯一の地方組織であった希望の党愛知県連は、2018年5月12日に国民民主党に合流する方針を決めた。一方で新党への移行を巡り、無所属での活動や立憲民主党への入党を希望する地方議員の離党が相次ぎ、一部の県では旧民進党系地方議員の受け皿として「新政あいち」（愛知県）、「三重新政の会」（三重県）、「千葉民主連合」（千葉県）などの地方政治団体が設立された。大塚共同代表は7月5日の記者会見で、旧民進党の地方議員約1500人のうち、約半数にあたる約800人が国民民主党に参加したと発表した。

### 党員・サポーター
党員・サポーター制度は民進党のものをほぼそのまま引き継いでいるが、党員の党費は民進党時代の6,000円から4,000円へと値下げされた。2018年7月31日時点での党員・サポーター数は7万6596人であり、旧民進党時代の23万6131人から3分の1の数となった事が報じられた。
党員は18歳以上の日本国民に限定されている。サポーターは18歳以上であれば在留外国人も登録可能であるが、日本国籍を有しないサポーターは国民民主党代表選への投票権は付与されない。

## 役職

### 役員
| 役職                   | 氏名       | 衆参別 | 出身政党 |
| ---------------------- | ---------- | ------ | -------- |
| 代表                   | 玉木雄一郎 | 衆議院 | 希望の党 |
| 代表代行               | 大塚耕平   | 参議院 | 民進党   |
| 代表代行               | 古川元久   | 衆議院 | 希望の党 |
| 副代表                 | 渡辺周     | 衆議院 | 希望の党 |
| 副代表                 | 大島敦     | 衆議院 | 希望の党 |
| 副代表                 | 田名部匡代 | 参議院 | 民進党   |
| 幹事長                 | 平野博文   | 衆議院 | 民進党   |
| 幹事長代理             | 吉良州司   | 衆議院 | 希望の党 |
| 幹事長代理             | 榛葉賀津也 | 参議院 | 民進党   |
| 総務会長               | 小林正夫   | 参議院 | 民進党   |
| 両院議員総会長         | 柳田稔     | 参議院 | 民進党   |
| 国会対策委員長         | 原口一博   | 衆議院 | 民進党   |
| 国会対策委員長代行     | 奥野総一郎 | 衆議院 | 希望の党 |
| 選挙対策委員長         | 岸本周平   | 衆議院 | 希望の党 |
| 総合選対本部長相談役   | 小沢一郎   | 衆議院 | 自由党   |
| 組織委員長             | 足立信也   | 参議院 | 民進党   |
| 政務調査会長           | 泉健太     | 衆議院 | 希望の党 |
| 政務調査会長代行       | 後藤祐一   | 衆議院 | 希望の党 |
| 男女共同参画推進本部長 | 徳永エリ   | 参議院 | 民進党   |
| 政治改革推進本部長     | 古川元久   | 衆議院 | 希望の党 |
| 行政改革推進本部長     | 大島敦     | 衆議院 | 希望の党 |
| 常任監査               | 森本真治   | 参議院 | 民進党   |
| 会計監査               | 近藤和也   | 衆議院 | 希望の党 |
| 役員室長               | 小熊慎司   | 衆議院 | 希望の党 |
| 代議士会長             | 小宮山泰子 | 衆議院 | 希望の党 |
| 参議院会長             | 大塚耕平   | 参議院 | 民進党   |
| 参議院幹事長           | 榛葉賀津也 | 参議院 | 民進党   |
| 参議院国会対策委員長   | 舟山康江   | 参議院 | 無所属   |
| 参議院政審会長         | 徳永エリ   | 参議院 | 民進党   |

備考
希望の党出身者は一部を除き第48回衆議院議員総選挙に際して、当時の民進党代表前原誠司の方針に従って民進党から希望の党に移籍したメンバーである。原口、平野および篠原孝の3名は民進党籍を有しながら同選挙では「無所属」として候補・当選し、民進党系会派「無所属の会」に所属していた。舟山は会派「国民民主党・新緑風会」所属の無所属議員である。

## 党勢

### 衆議院
| 選挙       | 年     | 代表                | 当選/候補者 | 定数 | 議席占有率 | 得票数（得票率） | 得票数（得票率） | 備考                       |
| 選挙       | 年     | 代表                | 当選/候補者 | 定数 | 議席占有率 | 選挙区           | 比例代表         | 備考                       |
| ---------- | ------ | ------------------- | ----------- | ---- | ---------- | ---------------- | ---------------- | -------------------------- |
| （結党時） | 2018年 | 大塚耕平 玉木雄一郎 | 39/-        | 465  | 8.39%      |                  |                  | 離党-5、繰上当選+1、入党+5 |

### 参議院
| 選挙       | 年     | 代表                | 当選/候補者 | 非改選 | 定数 | 議席占有率 | 得票数（得票率）   | 得票数（得票率）   | 備考                                        |
| 選挙       | 年     | 代表                | 当選/候補者 | 非改選 | 定数 | 議席占有率 | 選挙区             | 比例代表           | 備考                                        |
| ---------- | ------ | ------------------- | ----------- | ------ | ---- | ---------- | ------------------ | ------------------ | ------------------------------------------- |
| （結党時） | 2018年 | 大塚耕平 玉木雄一郎 | 23/-        | -      | 242  | 9.50%      |                    |                    | 離党-3、入党+3                              |
| 第25回     | 2019年 | 玉木雄一郎          | 6（+1※）/28 | 15     | 245  | 8.57%      | 3,256,859（6.47%） | 3,481,078（6.95%） | ※党籍を持つ無所属候補復党+1、入党+2、離党-1 |

### 地方政治
- 地方議員：306人[186]
  - 都道府県議会：103人
  - 市区町村議会：203人

## 派閥
民社協会（小林グループ）、凌雲会（前原グループ）と自誓会（階グループ）が存在し、前者の小林グループは民進党の流れを汲んでいる。後者の2グループは民進党・旧希望の党の流れを汲んでいる。民社協会は新進党時代から結束を誇り民社党出身議員や同盟系労組出身議員が中心である。前原グループは日本新党や新党さきがけ出身者が中心であり、旧細野グループは人脈的に新進党や旧自由党の流れをくむ議員が多く在籍。

また花斉会（野田グループ）と直諫の会が立憲民主党との超党派グループとして活動している。野田グループは新進党や日本新党などの出身議員を中心とし、直諫の会はみんなの党や維新の党出身の議員が中心である。

## 支援団体

### 労働組合
旧民進党を支援してきた日本労働組合総連合会（連合）傘下の労働組合のうち、UAゼンセンや自動車総連、電力総連、JAMなど、改憲を容認する旧同盟系の産業別労働組合は改憲に前向きな国民民主党を支持している。

### 市民連合
2017年の第48回衆議院議員総選挙を前に民進党が分裂し希望の党への合流を進める中、民進党、日本共産党、社会民主党、自由党と連携していた安保法制の廃止と立憲主義の回復を求める市民連合（以降、市民連合）は、「安保法制を容認する希望の党と共闘することはない」と共闘を否定。
希望の党から分党した「国民党」が民進党とともに国民民主党を結党した3日後に発表した表明「『あたりまえの政治』を求めて」の中でも、自公安倍政権に加え、2017年の民進党の希望の党合流の経緯に対して改めて批判的に言及するとともに、「これからも立憲民主党、日本共産党、社会民主党、自由党とさらに意見交換や政策協議を重ねるとともに（後略）」と、共闘対象の筆頭には立憲民主党の名を挙げる一方で、国民民主党については連携政党から除外していた。
2018年9月13日、国民民主党は、市民連合の新宿街頭演説会に参加し、「国民民主党の平野博文幹事長は、安倍政権が解釈改憲を行い集団的自衛権の限定行使を可能にしたことを取り上げ、「私はこの点は絶対に許すわけにはいかない。憲法とは国民の皆さんの守り神。宝だ」と強く訴えた。」
9月24日、党本部で開かれた新執行部発足後初となる全国幹事会で執行部側は、幅広い野党の結集を目指す考えとして第25回参議院議員通常選挙に向けた日本共産党との選挙協力について市民連合を仲介役とする方針を示した。
11月16日、野党5党1会派と市民連合との意見交換会に平野が出席し、「安倍政権を倒すだけが共通認識ではなく、倒せば次の日本がこう変わるというわくわく感を出さないといけない」として、市民連合との連携をつくるために必要な考えを示した。2019年2月14日の意見交換会も同様に出席した。